# Aeolus Haohan
Aeolus Haohan (风神 皓瀚) — компактный кроссовер, который выпускается компанией DongFeng с 2023 года на платформе DSMA 2.0.

## Описание
Aeolus Haohan является первым автомобилем с технологией Dongfeng «Mach DH-i». Он оснащён 1,5-литровым турбодвигателем с тепловой эффективностью 45,18%. Суммарная мощность версии HEV составляет 215 кВт, а крутящий момент — 565 Н·м, тогда как суммарная мощность версии PHEV составляет 265 кВт, а крутящий момент — 615 Н·м. Заявленный запас хода 1300 км. 

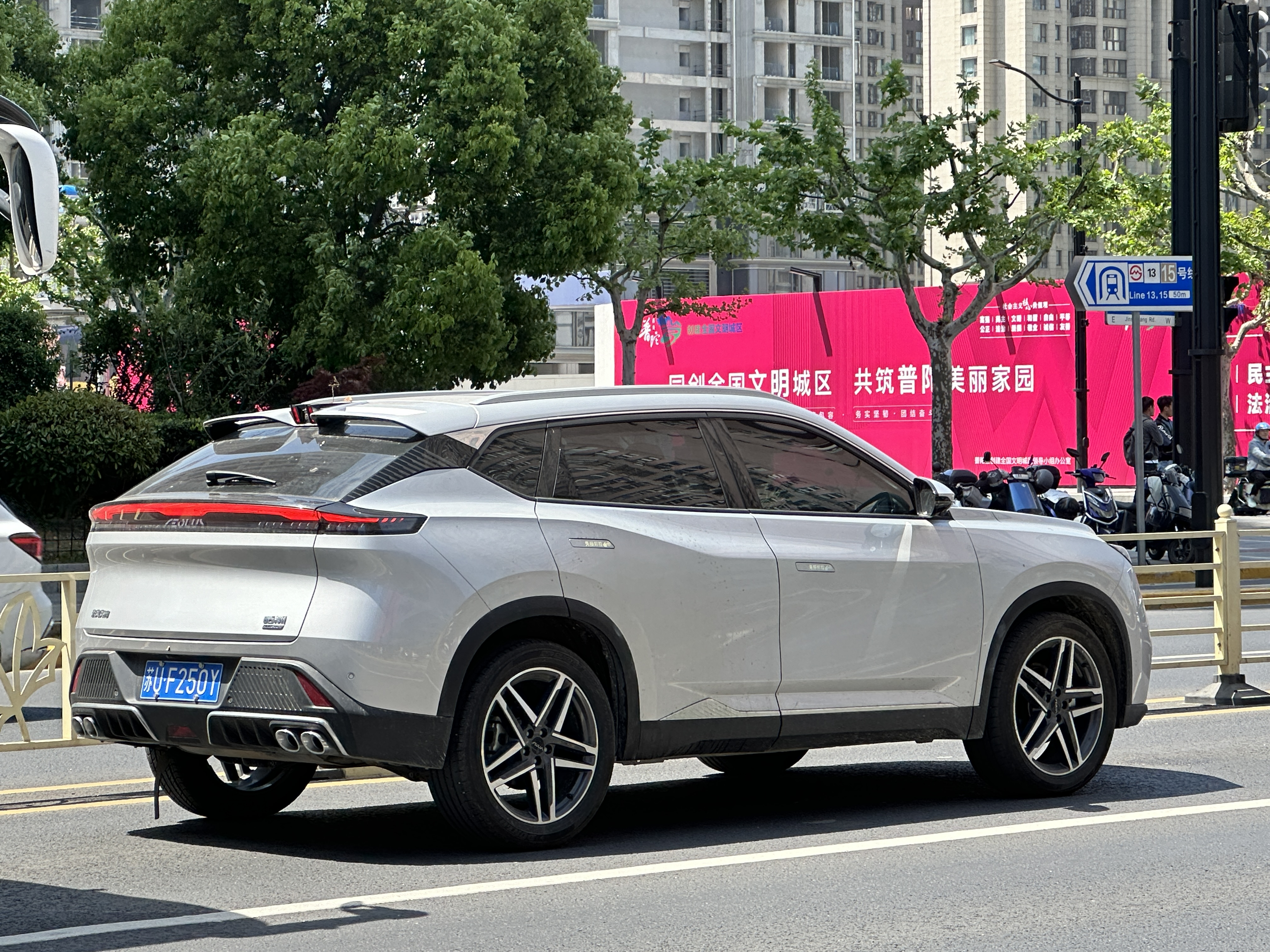
Вид сзади

### Space Edition
Версия Space Edition была представлена в 2023 году в Гуанчжоу. Изменения коснулись дизайна экстерьера.

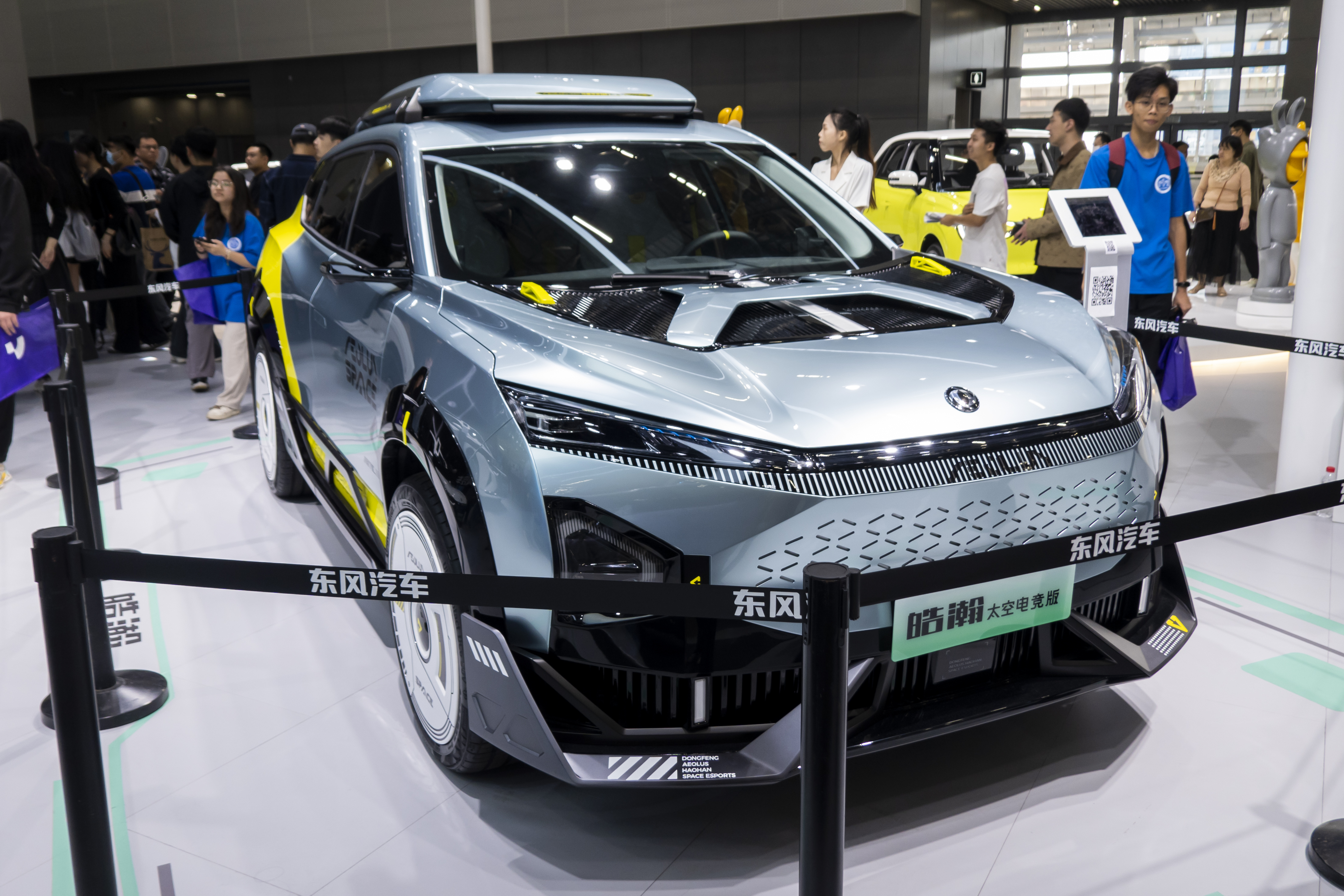
Aeolus Haohan Space Edition

## Aeolus L7
Aeolus L7 является PHEV-версией Haohan с технологией Mach PHREV. Он оснащён 1,5-литровым турбодвигателем DFMC15TE3 мощностью 113 кВт (154 л. с.). Режимы: чисто электрический, электрический с расширенным диапазоном и подключаемый гибрид.

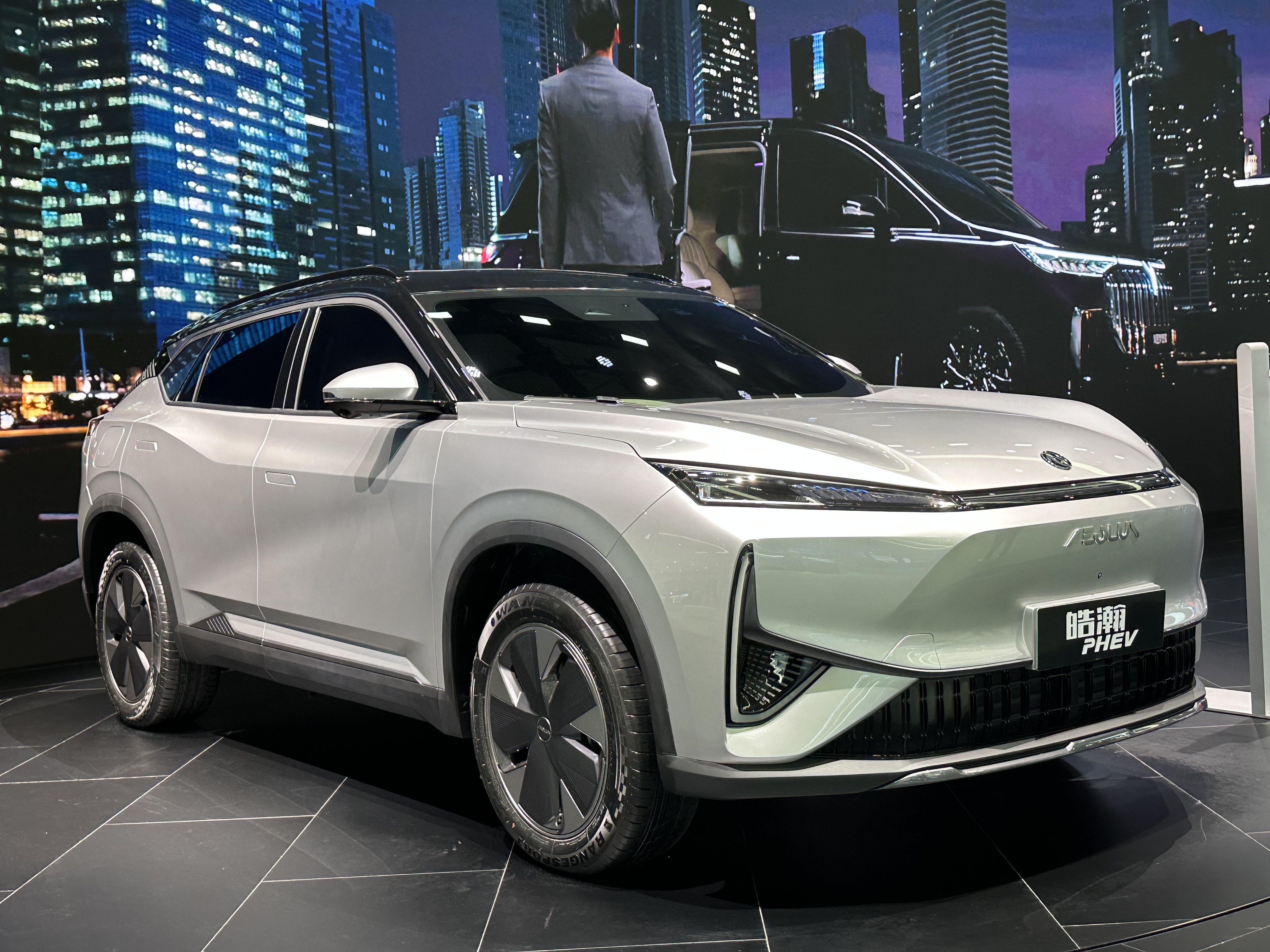
Вид спереди
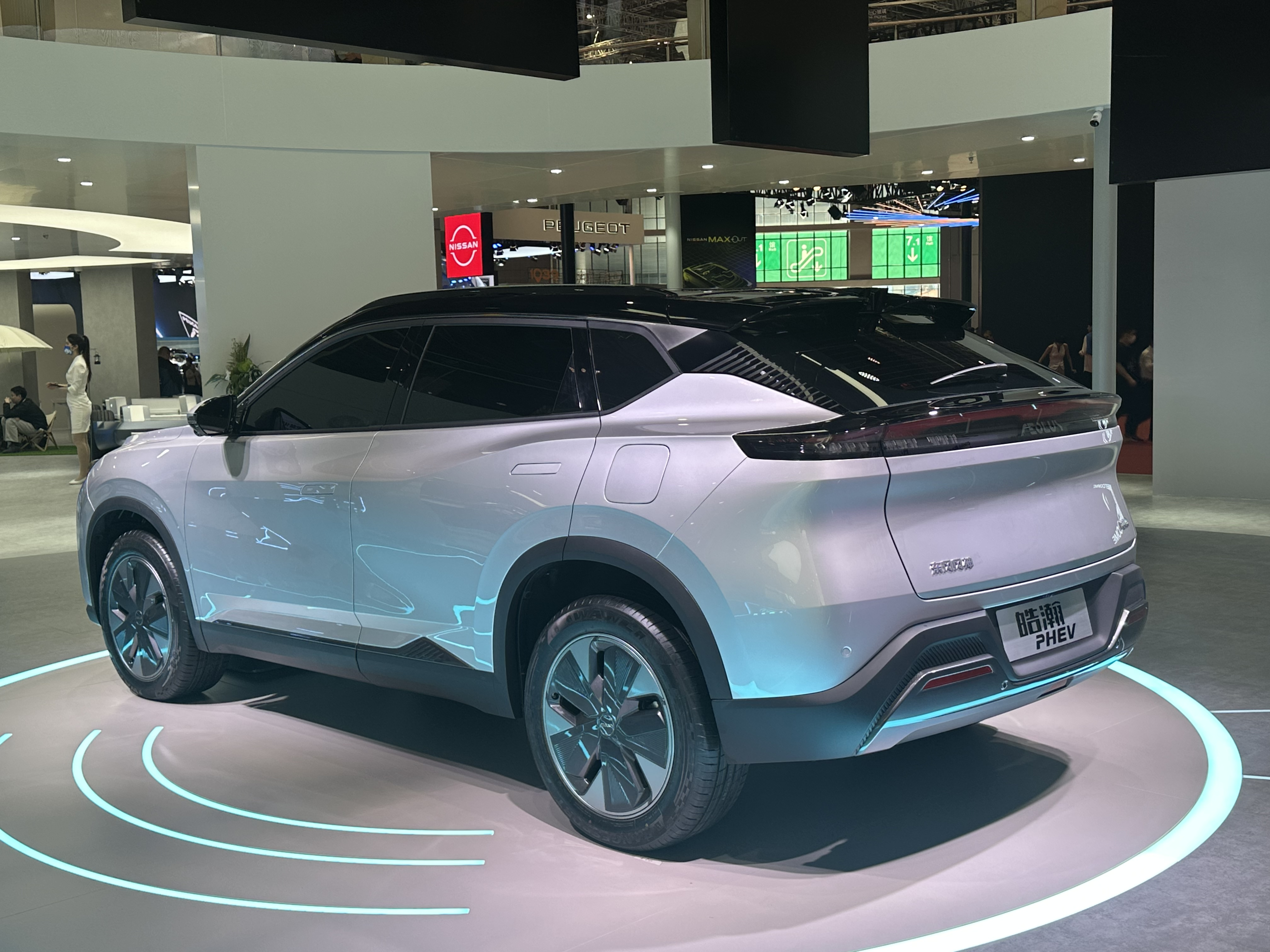
Вид сзади

## Aeolus Sky EV01
Aeolus Sky EV01 является электромобилем на базе Aeolus Haohan, выпущенным в октябре 2023 года. Его запас хода варьируется от 445 до 520 км. Sky EV01 приводится в движение электродвигателем мощностью 160 кВт и крутящим моментом 310 Н·м. До 100 км/ч автомобиль разгоняется за 6,9 секунд, а расход энергии — 12,8 кВт·ч/100 км. Коэффициент лобового сопротивления составляет 0,3 Кд. От 30 до 80% аккумулятор заряжается за 28 минут, а быстрая зарядка постоянным током увеличивает запас хода на 100 км за 8 минут.

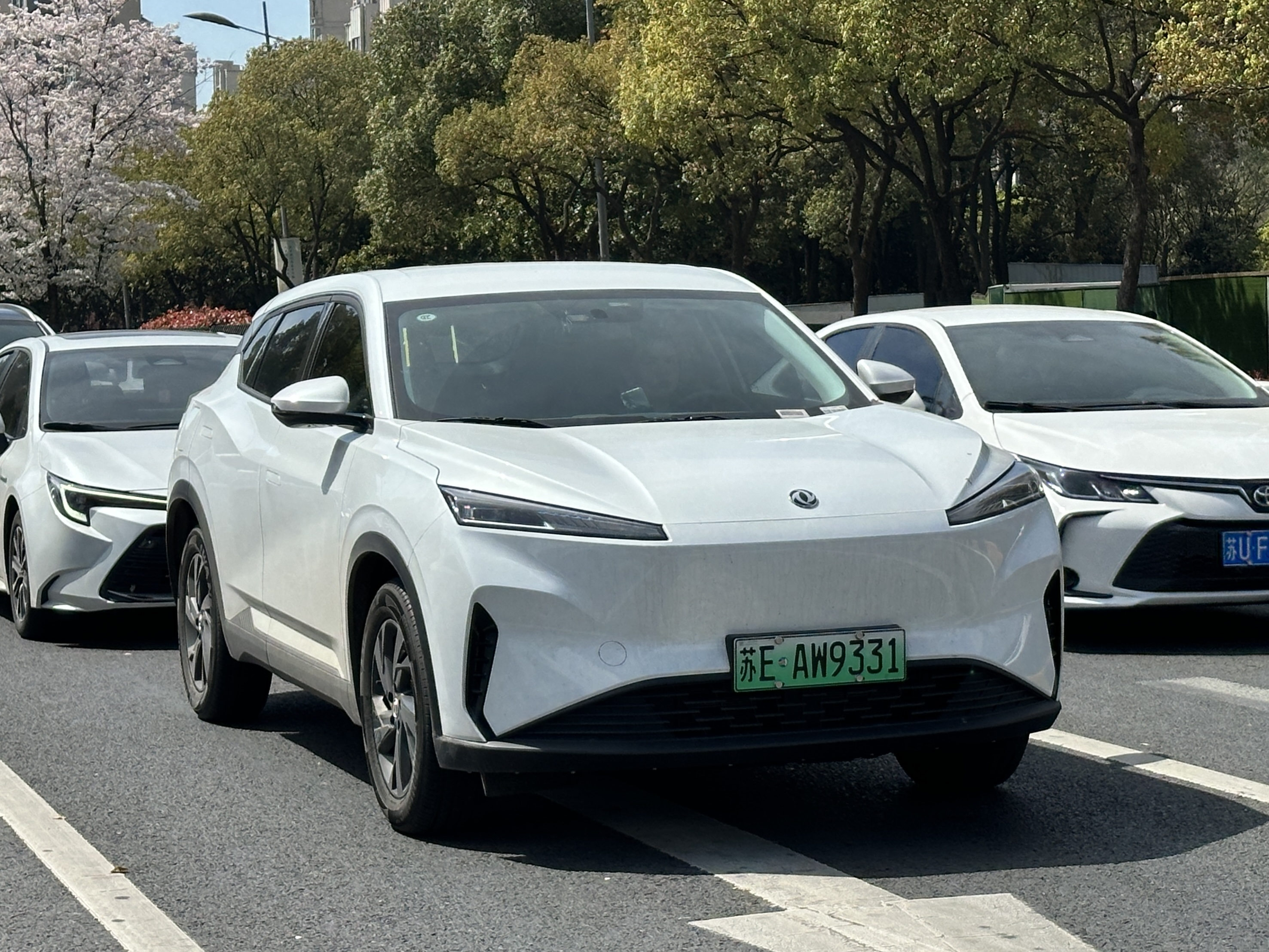
Aeolus Sky EV01 в Сучжоу

## Продажи в Европе
10 сентября 2024 года автомобиль был презентован в Беларуси, модель получила название Aeolus Mage.